# Tetracis belides
Tetracis belides là một loài bướm đêm trong họ Geometridae.